# ЛОТАР (спецназ)
ЛОТАР (ивр. יחידת הלוט"ר‎) — элитное подразделение спецназа по борьбе с терроризмом (сайерет) в Армии обороны Израиля (ЦАХАЛ) (также известное как Отряд 707 или Школа борьбы с терроризмом). Название представляет собой аббревиатуру с иврита: ивр. לוחמה בטרור‎, звучит как: Лохама Бе’Террор, букв. «Борьба с терроризмом».
Основная задача подразделения — обучения других подразделений ЦАХАЛа методам борьбы с терроризмом, использованию снайперских винтовок и различным сценариям мелкомасштабных и ближних боевых действий. Подразделение также взяло на себя несколько других обязанностей, включая теорию камуфляжа, обучение специальных солдат, называемых «обезьянами» (обученных лазанию и спуску по веревке), а также несколько других сценариев обучения.
Школа ЛОТАР расположена на территории Миткан-Адам (ивр. מתקן אדם‎, букв. «База Адама»), рядом с отрядом Окец и бригадой «Оз», к юго-востоку от Тель-Авива, на территории регионального совета Хевель-Модиин.

## История

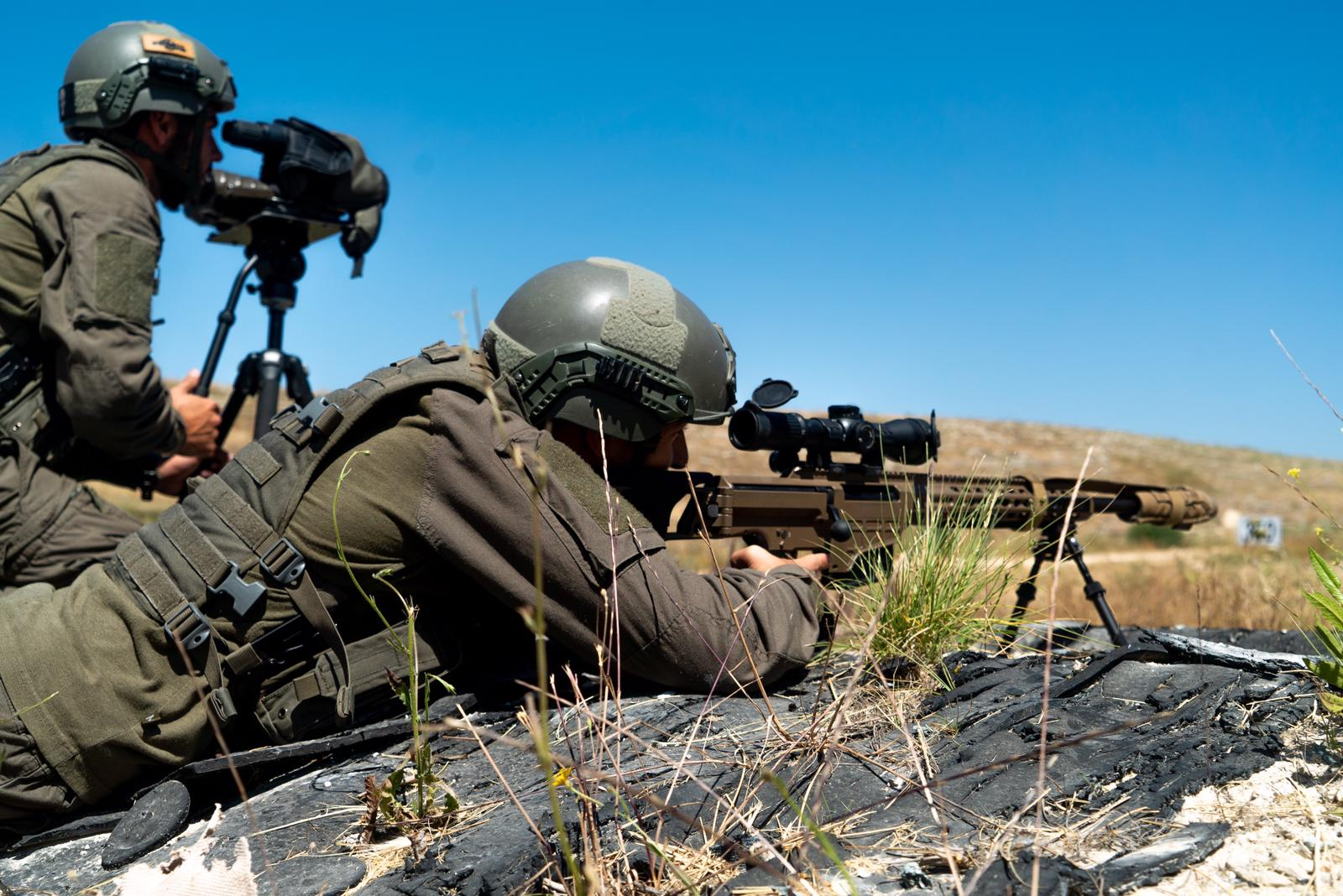
Академия ЛОТАР

Подразделение было основано его первым командиром Амосом Коцером в 1974 году. Оно было создано вместе с ЯМАМом, подразделением Пограничной стражи Израиля, в первую очередь в ответ на резню в Маалоте, где неудавшаяся спасательная операция Сайерет Маткаль привела к гибели 25 заложников, в том числе 21 ребёнка, прежде чем были убиты захватчики заложников. Среди командиров был Яир Кляйн.

### Вторжение ХАМАСа в Израиль (2023)
С началом внезапного нападения ХАМАС на поселения, окружающие Газу и Западный Негев, группы бойцов ЛОТАР были направлены в кибуц Нир-Ицхак, где они провели бои и перестрелки с террористами ХАМАСа, в ходе которых восстановили контроль над поселением.
После освобождения Нир-Ицхака бойцы ЛОТАРа вступили в бой в кибуце Беэри и оказали помощь силам ЦАХАЛа в освобождении населённого пункта.
В ходе боёв подразделение потеряло пять своих бойцов.